# Aldo Pastega
Aldo Pastega (Aarau, 10 oktober 1933 - 7 september 2021) was een Zwitsers voormalig voetballer die speelde als aanvaller.

## Carrière
Pastega speelde tussen 1950 en 1965 voor FC Winterthur, Servette, Grasshopper, FC Zürich en FC Luzern.
Pastego speelde tussen 1956 en 1957 zes keer voor Zwitserland waarin hij een keer kon scoren.